# Antti Kasvio
Antti Alexander Kasvio (Espoo, 20 december 1973) is een voormalig internationaal topzwemmer uit Finland, die bij de Olympische Spelen van Barcelona (1992) de bronzen medaille won op de 200 meter vrije slag. Samen met Jani Sievinen zette hij begin jaren negentig van de 20e eeuw Finland als zwemnatie op de kaart. 
Bij de Europese kampioenschappen langebaan (50 meter) in 1993 won Kasvio de 200 én de 400 meter vrije slag. Zijn grootste succes kwam een jaar later, bij de wereldkampioenschappen in Rome, waar hij de titel opeiste op de 200 meter vrije slag, en zilver won op de 400 vrij.